# Alfa (specialstyrke)
 For alternative betydninger, se Alfa. (Se også artikler, som begynder med Alfa)
Alfa (Russisk: Группа "А") også kendt som "Spetsgruppa A" er en russisk paramilitær elite- og antiterrorismeenhed under først KGB og siden FSB. Den menes for tiden at bestå af 700 personer, heraf de 400 udstationeret i Moskva og de resterende 300 i andre russiske byer.
Alfaenheden er en af en række hemmelige specielenheder, kaldt Spetsgruppa, under KGB. Alfa blev oprettet den 28. juli 1974 på en direkte håndskrevet ordre fra KGB-chef Jurij Andropov under KGB´s 7. afdeling (Direktoratet for udenlandske operationer), som var ansvarlig for antiterror- og internationale hemmelige operationer. Alfas primære arbejdsområde menes at være antiterroroperationer inden for Ruslands grænser, om end der kun er begrænset offentlig tilgængelig viden om enheden, og enheden er sandsynligvis også involveret i en lang række andre paramilitære operationer i lighed med dens pendant: V-enheden (Vympel).
Første kendte aktioner var sammen med KASKAD-gruppen i Afghanistan i 1980'erne, og senere udførte gruppen en lang række antiterror-operationer i 80´erne, især i forbindelse med kidnapning og flykapring.
Gruppen deltog i nedkæmpningen af kuppet mod Gorbatjov i 1991, og blev umiddelbart efter underlagt Ministeriet for Sikkerhed (MB) (KGB´s efterfølger) under direkte kontrol af præsidenten. Deltog i nedkæmpelsen af kuppet i 1993 og blev derefter underlagt Den Føderale Kontraefterretningstjeneste FSK (”Federalnaja Sluzjba Kontrrazvedki”) under operativ ledelse af Antiterror-centret. 
I 1995 underlagt Den Føderale Sikkerhedstjeneste FSB (”Federalnaja Sluzjba Bezopasnosti”), da FSK skiftede navn til FSB.
Gruppens medlemmer er alle officerer (fra løjtnant til oberst) med en fortid inden for elitesport. Uddannelsen omfatter bl.a. køreteknik og brug af forskellige våbentyper. En del af gruppen træner i undervandsoperationer og –sprængning med Østersøflåden, bl.a. på Cuba. Andre medlemmer er eksperter i bjergbestigning, snigmord, forhandlingsteknik, analyse og psykologi.
Da USSR brød sammen, fulgte en del afdelinger af ALFA med over i de nye republikker og blev der de nationale antiterrorenheder. I Rusland ligger enheden i Krasnodar og Jekaterinburg. Enheden er i dag CIS-landenes primære antiterror-enhed.
Alfa var med til nedkæmpelsen af terroristerne, der havde taget over 850 gidsler på et teater i Moskva i oktober 2002 og i Beslan i september 2004, hvor en skole blev besat af tjetjenske og islamiske terrorister.
Alfa har en søsterenhed kaldet Beta. Alfa- og Beta-enhederne har mange af de samme opgaver, men Alfa opererer primært på russisk jord, hvor Beta (som det amerikanske Delta Force) opererer på fremmed jord.